# الهجرة الخارجية المغاربية

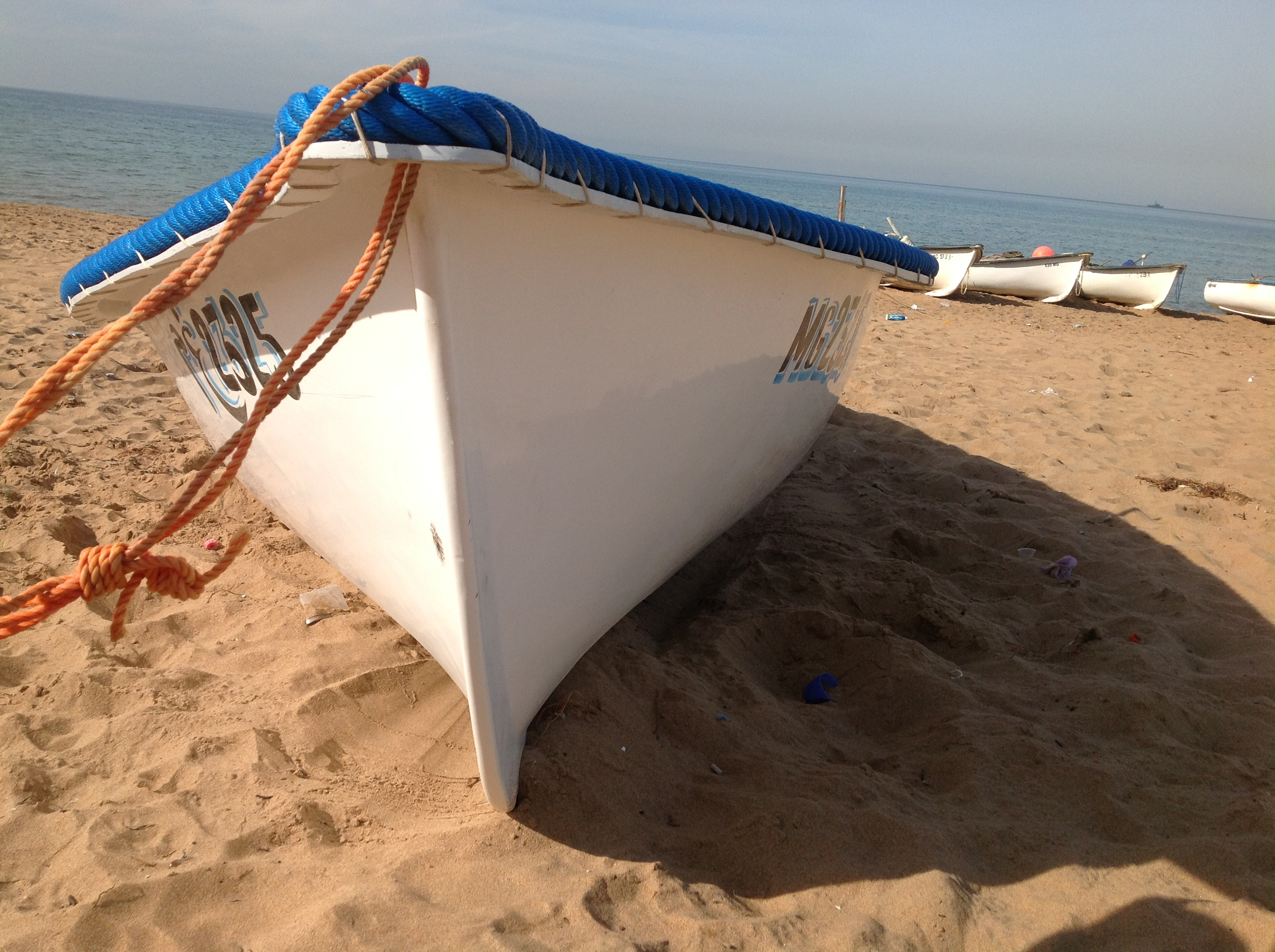

الهجرة الخارجية المغاربية هو الانتقال من بلد تابع للمغرب العربي إلى بلد آخر بغرض الشغل أو المداواة أو الترفيه. وغالبا ما تكون أوروبا هي المستقطب الرئيسي للمهاجرين سواءا كانوا عمالا ضمن هجرة العمال أو مهندسين وأطباء وعلماء ضمن هجرة الأدمغة.

## المساوء
تعاني منطقة المغرب العربي من هجرة العقول واليد العاملة المتخصصة إلى كل من الولايات المتحدة ودول الإتحاد الأوروبي إلى حد إطلاق جهات وصف «النزيف» عليها.
وقد تزداد هذه الهجرة «النخبوية» جراء العولمة ونظرا لعدم توفر مناخ علمي مناسب في البلدان الأصلية، مثلما جاء في تقرير للمنظمة العالمية للهجرة ففيما يتعلق ببلدان الشمال الإفريقي، تكفي الإشارة إلى أن أحد مراكز الأبحاث الفرنسية يستقطب بمفرده أكثر من 1600 إطار مغربي، من بينهم 700 مغربي، و 500 جزائري، و 450 تونسي. للتدليل على خطورة الظاهرة التي، تتفاقم من عام لآخر

## المحاسن
تقدر إحصائيات شبه رسمية عدد المهاجرين المنحدرين من دول المغرب العربي، بما يقارب 7 ملايين نسمة، يعيش أغلبيتهم في دول أوروبا الغربيّة والباقي منهم في المهاجر الجديدة كالولايات المتحدة وكندا وأستراليا ودول الخليج العربي، وهم يشكلون بذلك ما يناهز 10℅ من سكان المنطقة المغاربية. وتعد تحويلات المهاجرين المغاربة إلى دولهم الأصلية في الوقت الراهن، المصدر الأول أو الثاني للعملات الصعبة، إلى جانب مصادر الدخل الأخرى المعروفة كالنفط والفسفاط والصادرات الزراعية والنسيج، وهو ما يعني أن هذه التحويلات قد أصبحت رافدا اقتصاديا لا يمكن للحكومات المغاربية أن تستغني عنه كمورد لميزانياتها بأي حال. ففي المغرب يؤكد الخبراء الاقتصاديون أن تحويلات المهاجرين، قد بلغت أكثر من 4 مليارات دولار. وتشير الإحصاءات التونسية الرسمية لعام 2006، إلى أن تحويلات المهاجرين من العملة الصعبة تبلغ أكثر من 5℅ من الناتج المحلي الإجمالي. وخلال سنة 2006، بلغت تحويلات العمال التونسيين من الخارج 1,96 مليار دينار، أي ما يمثل 17℅ من نسبة الإدخار الوطني. وتحظى الجالية المغاربية بالخارج باهتمام كبير من السلطات الأم، التي قدمت لها العديد من الإعفاءات الجمركية والتسهيلات لنقل مدخراتها من العملة الصعبة نحو الوطن الأم.